# Amtsausschuss
Der Amtsausschuss ist das Leitungsgremium eines aus mehreren Gemeinden bestehenden Amtes. Ämter sind Verwaltungsgemeinschaften in den deutschen Bundesländern Brandenburg, Mecklenburg-Vorpommern und Schleswig-Holstein. Ein Amt ist keine Gebietskörperschaft im rechtlichen Sinne, sondern eine Körperschaft des öffentlichen Rechts mit besonderer Aufgabenstellung.
Die Zusammensetzung des Amtsausschusses ist in den betreffenden Bundesländern unterschiedlich geregelt. Mitglieder sind insbesondere die Bürgermeister der amtsangehörigen Gemeinden, daneben kann es noch weitere Mitglieder aus der Mitte der Gemeindevertretung geben. Der Amtsausschuss wählt den Amtsdirektor.
Der Amtsausschuss ist keine Volksvertretung im eigentlichen Sinne, da er keine gewählte Vertretung ist.

## Rechtsquellen
- Kommunalverfassung des Landes Brandenburg (BbgKVerf), Abschnitt 4, Teil 3
- Kommunalverfassung für das Land Mecklenburg-Vorpommern (Kommunalverfassung - KV M-V § 132)